# Добра-Воля (Куявсько-Поморське воєводство)
Добра-Воля (пол. Dobra Wola) — село в Польщі, у гміні Влоцлавек Влоцлавського повіту Куявсько-Поморського воєводства.
Населення — 493 особи (2011).
У 1975-1998 роках село належало до Влоцлавського воєводства.

## Демографія
Демографічна структура станом на 31 березня 2011 року:
|          | Загалом | Допрацездатний вік | Працездатний вік | Постпрацездатний вік |
| -------- | ------- | ------------------ | ---------------- | -------------------- |
| Чоловіки | 233     | 49                 | 168              | 16                   |
| Жінки    | 260     | 34                 | 161              | 65                   |
| Разом    | 493     | 83                 | 329              | 81                   |